# Via Clodia
Als Via Clodia wird eine Römerstraße bezeichnet, die von Rom aus über Clusium (Chiusi), Arretium (Arezzo), Florentia (Florenz), Luca (Lucca) nach Luna führte und dort Anschluss an die Via Aurelia bzw. Via Aemilia Scauri nach Genua fand.
Ursprünglich gab es unter diesem Namen wohl nur zwei Teilstücke:
1. eine Straße, die in Rom begann, auf ihren ersten 20 Kilometern mit der Via Cassia identisch war und dann nach Nordnordwest abzweigte, an der Westseite des Braccianosees (Lacus Sabatinus) vorbei nach Forum Clodii und Blera führte, und dort in eine weiter nicht überlieferte Straße mündete. Diese Straße entspricht heute im Wesentlichen der Via Braccianense Claudia.
2. eine Straße, die die Fortsetzung der Via Cassia war, die von Rom bis Clusium ging, und die den oben genannten Verlauf bis Luni hatte.
In der Kaiserzeit wurde die Strecke zwischen diesen beiden Stücken dann offenbar ebenfalls als Via Clodia bezeichnet, den bisherigen Namen Via Cassia verdrängend.
Die Via Clodia wird oft mit der Via Claudia verwechselt, die vermutlich eine Vorgängerin der Via Flaminia war.